# HMS Hannibal (1896)
O HMS Hannibal foi um couraçado pré-dreadnought operado pela Marinha Real Britânica e a sétima embarcação da Classe Majestic. Sua construção começou no início maio de 1895 no Estaleiro Real de Pembroke e foi lançado ao mar no final de abril do ano seguinte, sendo comissionado na frota britânica em abril de 1898. Era armado com uma bateria principal composta por quatro canhões de 305 milímetros montados em duas torres de artilharia duplas, tinha um deslocamento de mais de dezesseis mil toneladas e alcançava uma velocidade máxima de dezesseis nós.
O Hannibal teve um início de carreira tranquilo e sem grandes incidentes, servindo primeiro na Frota do Canal e depois na Frota do Atlântico e Frota Doméstica. A Primeira Guerra Mundial começou em meados de 1914 e ele foi inicialmente usado como navio de guarda na base de Scapa Flow, função que exerceu até ser desarmado e convertido em um navio de transporte de tropas no ano seguinte. Participou em 1915 da Campanha de Galípoli e depois disso foi usado como um depósito flutuante em Alexandria até ser tirado de serviço em outubro de 1919. Foi desmontado em 1920.

## Características

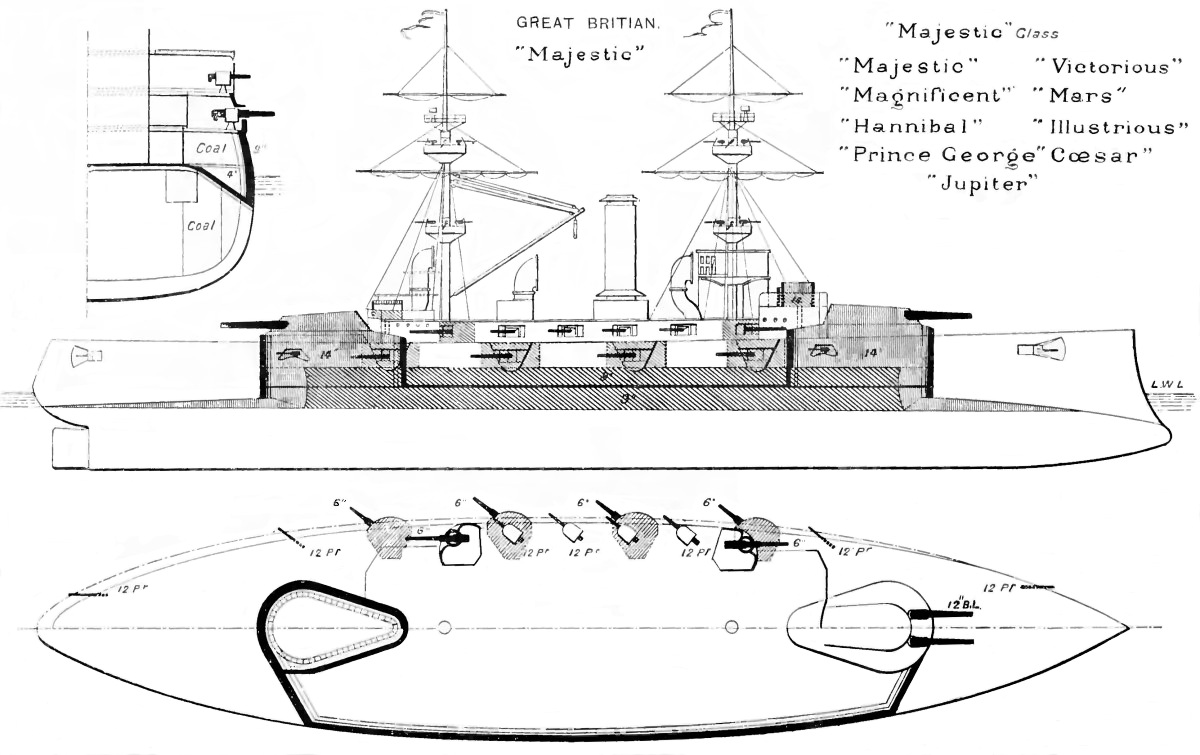
Desenho da Classe Majestic

O Hannibal tinha 128,3 metros de comprimento de fora a fora, boca de 22,8 metros e calado de 8,2 metros. Seu deslocamento carregado de 16 320 toneladas. Seu sistema de propulsão era composto por oito caldeiras de tubos d'água cilíndricas a carvão que alimentavam dois motores de tripla expansão com três cilindros, cada um girando uma hélice. As caldeiras foram substituídas entre 1907 e 1908 por modelos que queimavam óleo combustível. Os motores tinham uma potência indicada de 10,2 mil cavalos-vapor (7,5 mil quilowatts) para uma velocidade máxima de dezesseis nós (trinta quilômetros por hora). A tripulação era formada por 672 oficiais e marinheiros.
O armamento principal consistia em quatro canhões Marco VIII calibre 35 de 305 milímetros montados em duas torres de artilharia, uma à vante e outra à ré. As torres ficavam sobre barbetas em formato de pêssego. O armamento secundário tinha doze canhões calibre 40 de 152 milímetros montados em casamatas em dois conveses à meia-nau. Também tinha dezesseis canhões de 76 milímetros e doze canhões de 47 milímetros para defesa contra barcos torpedeiros. Por fim, foi equipado com cinco tubos de torpedo de 450 milímetros, quatro dos quais ficavam submersos no casco e o último em um lançador no convés. O cinturão principal de blindagem era feito de aço Harvey e tinha 229 milímetros de espessura. As barbetas eram protegidas por 356 milímetros, mesma espessura das laterais da torre de comando. As anteparas tinha de 305 a 356 milímetros, enquanto o convés tinha entre 64 e 102 milímetros.

## Carreira

### Tempos de paz
O batimento de quilha do Hannibal ocorreu em 1º de maio de 1894 no Estaleiro Real de Pembroke e foi lançado ao mar em 28 de abril de 1896. Foi comissionado diretamente na reserva ao ser finalizado em abril de 1898. Foi comissionado na ativa em 10 de maio para servir na Divisão de Portsmouth da Frota do Canal. Fez parte de uma grande frota presente no Solent em 2 de fevereiro de 1901 para acompanhar a passagem do corpo da recém-falecida rainha Vitória de Cowes para Portsmouth. Esteve presente em 16 de agosto de 1902 para uma revista naval em celebração da coroação do rei Eduardo VII.

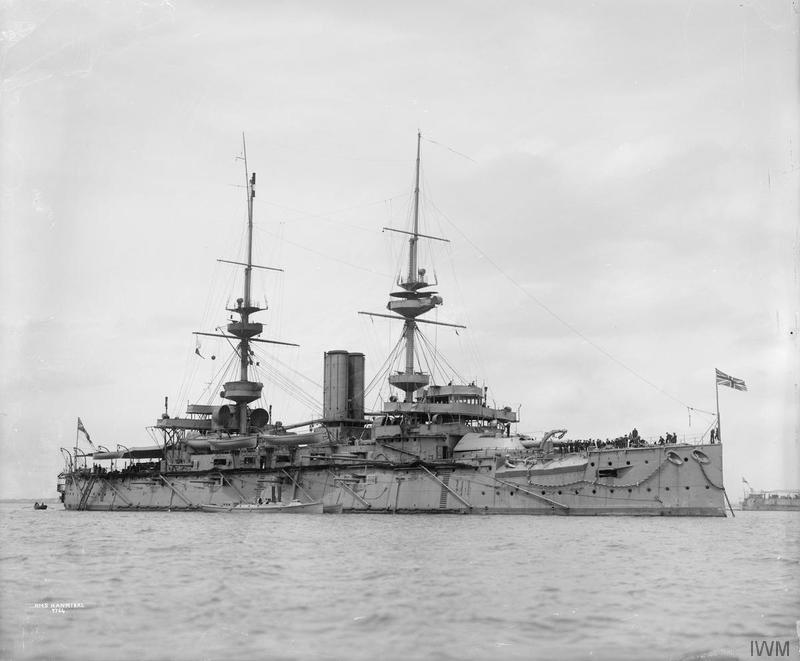
O Hannibal c. 1904

Mais cedo no mês de agosto de 1902, dois marinheiros se afogaram enquanto pescavam em uma excursão perto de Berehaven. Em setembro fez parte de uma esquadra que visitou Náuplia e a Baía de Suda em Creta, no Mar Mediterrâneo. O Hannibal colidiu com seu irmão HMS Prince George em 17 de outubro de 1903 perto de Ferrol, na Espanha. As formações da Marinha Real foram reorganizadas em 1º de janeiro de 1905 e a Frota do Canal foi redesignada como a Frota do Atlântico. O navio foi transferido para a nova Frota do Canal em 28 de fevereiro, onde permaneceu até 3 de agosto, quando foi tirado do serviço ativo e colocado na reserva.
O Hannibal passou por reformas em 1906 durante as quais suas caldeiras foram convertidas para queimar óleo combustível, também recebendo um sistema de controle de disparo para sua bateria principal. Voltou para a reserva em 20 de outubro. Retornou para o serviço ativo em janeiro de 1907 como um substituto temporário do couraçado HMS Ocean na Frota do Canal enquanto este passava por reformas. Voltou para a reserva em maio quando o couraçado HMS Dominion retornou ao serviço, com o Hannibal passando para a Divisão de Portsmouth da Frota Doméstica em julho. Raspou em um recife na Baía de Babbacombe em 19 de agosto de 1909, danificando o fundo do seu casco. Em 29 de outubro colidiu com o barco torpedeiro HMS TB 105, não sendo danificado mas danificando seriamente a outra embarcação. Passou por reformas em Estaleiro Real de Devonport de novembro de 1911 até março de 1912.

### Primeira Guerra
A Marinha Real Britânica começou uma mobilização preventiva em julho de 1914 à medida que uma guerra parecia cada vez mais provável. O Hannibal e seus irmãos HMS Magnificent, HMS Victorious e HMS Mars foram colocados no dia 27 na 9ª Esquadra de Batalha, baseada em Humber para defender o litoral britânico. Estava no local quando a Primeira Guerra Mundial começou no mês seguinte. A 9ª Esquadra de Batalha foi dissolvida em 7 de agosto e o Hannibal transferido para a base de Scapa Flow, onde serviu de navio de guarda até ser substituído em 20 de fevereiro de 1915 pelo cruzador protegido HMS Royal Arthur. O couraçado foi descomissionado em Dalmuir.
As embarcações da Classe Majestic eram nessa altura os couraçados mais antigos e menos eficazes em serviço na Marinha Real. O Hannibal foi desarmado em Dalmuir entre março e abril, exceto pelos seus canhões de 152 milímetros e algumas outras armas menores. Seus canhões de 305 milímetros foram usados para armas os novos monitores HMS Prince Eugene e HMS Sir John Moore. Foi recomissionado em Greenock no dia 9 para atuar como navio de transporte de tropas para a Campanha de Galípoli. Chegou em Mudros em 7 de outubro e no mês seguinte se tornou um depósito flutuante para embarcações auxiliares de patrulha em Alexandria, no Egito, dando suporte para operações na área e no Mar Vermelho até junho de 1919. Foi colocado na lista de descarte em janeiro de 1920, sendo vendido como sucata no dia 28 e desmontado na Itália.